# 李教承
李 教承（イ・ギョスン、朝鮮語: 이교승/李敎承、1889年 - 没年不詳）は、日本統治時代の朝鮮の教育者、大韓民国の政治家。金浦面長、第2代韓国国会議員。

## 経歴
京畿道金浦郡出身。教員養成所、漢城師範学校（現・ソウル大学校師範大学）卒。朝鮮公立普通学校校長、渭川・喬桐普通学校校長など、20年間初等教育界に従事した。その後は京畿道地方主事・社会主事、金浦面長、自由党所属の第2代国会議員を務めたほか、10年間農村振興運動に携わった。

## 評価
国会議員在籍時は目立った活動がなく、おとなしい教育者らしい風貌をした保守的な人物であった。